# Maranola
Maranola is een plaats (frazione) in de Italiaanse gemeente Formia.